# 大淵MUTA
大淵MUTA（1988年5月28日—，本名林睦淵），出生於台北市文山區木柵，是一名台灣饒舌歌手、DJ，為饒舌團體頑童MJ116成員。
大淵和瘦子是國中同學，唱腔低沉渾厚，並且充滿爆發力，在團體宣佈單飛不解散後也會以『DJ 雙木林』名字在自家酒吧MADE MAN表演。而他和頑童的另外兩人（小春、瘦子）和熱狗（MC Hot dog)、張震嶽組成了兄弟本色，並在YouTube中開設名為「本色音樂」的頻道，其中的「拜託你了大淵」，就是專為大淵所做的系列，內容有趣且好笑，非常適合家庭一起看這系列的影片。頑童知名的「壞鄰居」也有大淵在裡面

## 音樂作品
- 註：團體部分請參見「頑童MJ116#音樂作品」

### 正規專輯
| #   | 專輯資料 | 曲目 |
| 1st | 《過得爽爽 PHAT LIFE》 - 發行日期：2021年6月3日 - 唱片公司：滾石唱片 - 經紀公司：本色 - 因疫情緣故原5月20日發行延後至6月3日發行 | 曲目 1. Fat Boy Gang 2. 山山 ft.Tipsy (SUNSHINE) 3. 迪士淵 (yUanber Eats) 4. 蘇菲阿姨 (Auntie Sofy) 5. 煮愛 ft.阿部瑪利亞Maria Abe (moopanda) 6. 過得爽爽 (Phat Life) 7. 一拜 ft. E.SO瘦子 (IBBAI) 8. 領養 (Adoption) 9. 同居 (Roommates) 10. 苦天樂 ft. MC HotDog（Bittersweet Rap Song） |

### 單曲
| #   | 單曲資料                                                                        | 曲目                                                                         |
| 1st | 《Fat Boy Gang》 - 發行日期：2021年4月8日 - 唱片公司：滾石唱片 - 經紀公司：本色 | 曲目 1. Fat Boy Gang 收錄於2021年首張個人專輯《PHAT LIFE》                   |
| 2nd | 《山山》 - 發行日期：2021年4月22日 - 唱片公司：滾石唱片 - 經紀公司：本色        | 曲目 1. 山山 ［feat. Tipsy］(Original) 收錄於2021年首張個人專輯《PHAT LIFE》 |
| 3rd | 《蘇菲阿姨》 - 發行日期：2021年5月6日 - 唱片公司：滾石唱片 - 經紀公司：本色     | 曲目 1. 蘇菲阿姨 收錄於2021年首張個人專輯《PHAT LIFE》                       |

## 演出作品

### 長篇電影
| 年份   | 影片名稱   | 導演   | 合作演員                                   |
| ------ | ---------- | ------ | ------------------------------------------ |
| 2023年 | 《速命道》 | 柯有謙 | Ella、瘦子、小春、丁寧、柯有倫、林真亦     |
| 2025年 | 《器子》   | 簡學彬 | 張孝全、李沐、婁峻碩、尹昭德、薛仕凌、李杏 |

## 演唱會
- 2012

7月6日：Legacy Taipei 傳 音樂展演空間
- 2017

12月23日：臺中圓滿劇場2017幹大事演唱會
- 2018

8月10日、11日、12日：臺北小巨蛋018幹大事演唱會
- 2015 兄弟本色時期

8月8日、9日：中國廣州中央車站
9月11日：美國洛杉磯 Pacific Palms
9月13日：美國紐約 Colden Auditorium
11月6日：英國利物浦 Mountford Hall Liverpool
12月19日：台灣臺北小巨蛋
12月24日：中國上海梅賽德斯奔馳文化中心
12月31日：中國武漢湖北洪山體育館
- 2016 兄弟本色時期

1月16日：中國深圳體育館
1月23日：中國昆明新亞洲體育城星耀體育館
1月30日：台灣高雄巨蛋
4月9日：中國南京五台山中國銀聯體育館
4月16日：中國北京首都體育館
5月6日：香港STAR HALL
5月21日：中國杭州黃龍體育館
- 2017

4月29日、30日:台北小巨蛋
- 2018

8月10日、8月11日、8月12日:台北小巨蛋
- 2019

1月26日、1月27日高雄巨蛋
- 2020

12月19日：臺北市台大體育館《木曜跨界演唱會－Rising《木曜4超玩五週年特別企劃》》嘉賓

## 獎項紀錄
- 註：團體部分請參見「頑童MJ116#獎項紀錄」

| 年份   | 屆次                | 專輯                   | 獎項             | 入圍                   | 結果 |
| ------ | ------------------- | ---------------------- | ---------------- | ---------------------- | ---- |
| 2021年 | 2022 Hito流行音樂獎 | 《過得爽爽 PHAT LIFE》 | Hito聲猛新人     | 《過得爽爽 PHAT LIFE》 | 獲獎 |
| 2021年 | 2022 Hito流行音樂獎 | 《過得爽爽 PHAT LIFE》 | 年度十大華語歌曲 | 〈過得爽爽〉           | 獲獎 |

## 外部連結
- 大淵的Instagram帳戶
- MJ116/大淵的Facebook專頁
- 大淵MUTA的YouTube上頻道 （页面存档备份，存于）